# Estratagema (Star Trek: La nova generació)
"Estratagema" (títol original en anglès "Gambit") és un episodi doble, el quart i cinquè, de la setena temporada, i el 156è i 157è de tota la sèrie, de la sèrie de televisió de ciència-ficció estatunidenca Star Trek: La nova generació. Es van emetre originalment l'11 i el 18 d'octubre de 1993 en redifusió als Estats Units. La primera part fou dirigida per Peter Lauridson i la segona per Alexander Singer segons un guió televisiu escrit per Naren Shankar (Part I) i Ronald D. Moore (Part 2)
Ambientada al segle XXIV, la sèrie segueix les aventures de la tripulació de la nau de la Flota Estel·lar de la Federació Enterprise-D sota el comandament del capità Jean-Luc Picard. En aquest episodi, després de sentir el rumor que el Captain Picard ha estat assassinat mentre estava en una excavació arqueològica, la tripulació de la Enterprise es proposa trobar els contrabandistes que podrien haver estat els responsables.
Entre les estrelles convidades dels episodis hi ha l'actor Richard Lynch, l'estrella de l'NBA James Worthy i el veterà de les pel·lícules de Star Trek Robin Curtis.

## Argument
Riker, Troi, Crusher, i Worf investiguen el parador de Picard en un bar lúgubre, descrivint-lo com un humà "senzill". Troben un criminal que sap alguna cosa; Diu que Picard havia estat preguntant a un grup sobre uns artefactes quan va esclatar una baralla i Picard va ser "vaporitzat".
Molts dels membres de la tripulació ho accepten com a cert, però Riker insisteix a esbrinar qui va matar el capità Picard. La tripulació comença resseguint els passos de Picard, i això els porta a un planeta que alberga un dels jaciments arqueològics més antics de la galàxia. Tanmateix, els artefactes han estat robats per un grup de mercenaris. Mentre Riker, Worf, La Forge i alguns altres membres de la tripulació exploren, una varietat d'humanoides es teletransporten i ataquen l'equip visitant. Maten un membre de la tripulació i capturen el comandant Riker.
Riker és embarcat a bord de la nau mercenària, comandada per Arctus Baran. Riker descobreix que li han implantat un dispositiu al cos, cosa que permet a Baran infligir-li dolor. Tothom a la nau té dispositius similars implantats al cos, i així és com en Baran controla la seva tripulació. Riker aviat descobreix que en Picard és viu i en companyia d'aquests criminals, i que aparentment està fent negocis amb ells sota l'aparença d'un arqueòleg rebel. Picard explica a la tripulació que Riker és un oficial amb antecedents d'insubordinació, que fins i tot va ser rellevat del seu càrrec. Picard idea en secret un mal funcionament del motor de curvatura, donant a Riker l'oportunitat de demostrar-se davant de Baran.
Més tard, Picard visita Riker a les seves estances. Revela que va anar a estudiar un jaciment arqueològic, però va descobrir que havia estat saquejat. Després de rastrejar els responsables fins a un bar, en Picard els va enfrontar, però va ser fet presoner. Aleshores va revelar que els criminals havien configurat algunes de les seves armes de manera que si disparaven a algú o alguna cosa amb una d'aquestes armes modificades, en comptes d'això activaria el transportador i teletransportaria l'objectiu, motiu pel qual la gent del bar pensava que havia estat vaporitzat quan el disparaven. Picard va aconseguir convèncer la tripulació que era un arqueòleg (anomenat Galen, el nom del seu mentor que es va mostrar a l'episodi "La recerca"). Picard revela que busquen artefactes antics específics d'origen romulà, i que Baran està fent que Picard busqui entre les relíquies que han robat aquests artefactes específics.
Picard demana a Riker que l'ajudi a infiltrar-se a la tripulació de la nau mercenària. Com que Picard i Baran mai s'havien portat bé, Picard demana a Riker que es faci amic de Baran per ajudar-lo a aprendre més sobre els seus plans. Picard també demana a Riker que interpreti el paper d'un oficial de la Flota Estel·lar poc perfecte i insubordinat, que està disposat a trair la Federació.
Finalment, Picard aconsegueix trobar els dos artefactes específics, que en realitat són d'origen vulcanià antic, i formen part d'una antiga arma telepàtica vulcaniana, la Pedra de Gol, que un moviment aïllacionista vulcanià espera utilitzar per obligar Vulcà a abandonar la Federació Unida de Planetes. Un cop muntada l'arma, però, Picard s'adona de la seva veritable naturalesa, que abans era una arma poderosa, però completament inútil contra les persones que no tenen pensaments agressius. S'adona que és per això que els vulcanians l'havien trobat ineficaç, ja que la seva civilització es va adaptar definitivament a la pau fa 2.000 anys, de manera que l'arma inútil va caure en l'oblit. Amb aquest coneixement, Picard aconsegueix derrotar els aïllacionistes, i el govern vulcanià assegura a Picard que les tres peces de l'arma serien destruïdes.
De tornada a bord de l'Enterprise, el tinent comandant Data, tot i que alleujat de veure Picard i Riker vius, assenyala que Riker és culpable de deserció i que Picard encara és tècnicament mort, així que Picard suggereix en broma a Data que posi Riker a la cel·la mentre ell va a descansar el que tant necessita. Data accedeix immediatament, acompanyant Riker a la cel·la, mentre Riker intenta convèncer Data que Picard només estava fent broma.

## Actors convidats
- Richard Lynch - Arctus Baran
- Robin Curtis - Tallera/T'Paal
- Caitlin Brown - Vekor
- Cameron Thor - Narik
- Alan Altshuld - Yranac
- Bruce Gray - Adm. Chekote
- Sabrina LeBeauf - Ensign Giusti
- Stephen Lee - Alien Bartender
- Derek Webster - Sanders
- James Worthy - Koral
- Martin Goslins - Satok

## Producció
L'episodi es basa en un esborrany de guió no sol·licitat de Christopher Hatton, presentat durant la producció de la sisena temporada. La història original de Hatton s'hauria explicat des de la perspectiva de Picard, i Riker no hauria acabat a la nau de Baran.
Naren Shankar originalment va planejar que els aïllacionistes vulcanians esborressin completament el seu planeta de l'univers conegut. Aquesta idea va ser rebutjada. A més, la Pedra de Gol originalment estava pensada per ser una arma molt més poderosa, capaç de matar milions de persones.

## Recepció
Keith DeCandido va qualificar la primera part d' Estratagema el 2013 a tor.com com un episodi lleugerament superior a la mitjana de Star Trek: La nova generació, que ofereix acció sòlida i revisita hàbilment les experiències dels personatges principals d'episodis anteriors de la sèrie (Riker com a líder d'un equip visitant o la primera missió de Data com a comandant a Redempció). DeCandido també va trobar encertada l'elecció dels actors convidats. DeCandido també va qualificar la segona part com un episodi lleugerament superior a la mitjana que segueix perfectament el primer. Va elogiar les escenes amb Data i Worf. També li va agradar com Ronald D. Moore va combinar els fets ja establerts sobre Surak i els vulcanians amb teories dels fans. Va trobar la derrota de l'arma a través de la pau al final una mica cursi, però força adequada per a una sèrie de Star Trek.
El 2011, The A.V. Club van fer una crítica d' "Estratagema, Part II" i li van donar una "B−", però van quedar molt impressionats amb la relació dinàmica entre Data i Worf. Estaven "emocionats" per la frase de Data, "Sr. Worf, ho sento si he acabat la nostra amistat", i fins i tot van dir que els agradaria veure un spin-off amb el capità Data i el primer oficial Worf. Havien qualificat "Estretagema, Part I" amb una "B", qualificant-la de "divertida, una diversió esbojarrada" i lloant el seu valor d'entreteniment com a deixada en suspens.
El 2019, Den of Geek va suggerir que era un dels cinc episodis de Star Trek: La nova generació que tenien un grau més alt de re-vehibilitat i se centraven en el personatge del capità Picard (interpretat per Patrick Stewart). En aquest episodi, cal destacar que Data (Brent Spiner) aconsegueix comandar l'Enterprise 1701-D, amb Worf (Michael Dorn) com el seu primer oficial.
Doux Reviews va ser molt positiu sobre les escenes i l'actuació dels personatges de la primera part; van lloar les interessants lluites que Data va tenir al comandament i la supervivència de Picard i Riker a la nau espacial de Baran. Van considerar que la Part II tenia un bon desenvolupament dels personatges, fins i tot per als papers secundaris, i també van lloar el seu missatge moral.
TV Guide va assenyalar el cameo de James Worthy com l'extraterrestre molt alt Koral, assenyalant que en el moment del seu paper com a estrella convidada, encara jugava a bàsquet professional.
El 2020, CNET va destacar "Gambit" per centrar-se en el capità Picard, però en una nova situació on no té la seva nau ni la tripulació habituals.

## Llançaments en vídeo domèstic
"Estratagema" es va estrenar en LaserDisc al Regne Unit el 9 de juny de 1997. El disc òptic en format PAL tenia una durada de 88 minuts, incloent-hi les dues parts de l'episodi.
"Estratagema, Part I" es va publicar en LaserDisc als EUA el 2 de febrer de 1999, juntament amb "Interfície" al mateix disc de doble cara (NTSC vídeo). "Estratagema, Part II" es va publicar al mateix temps, però juntament amb "Fantasmes" en un disc làser de doble cara.
Ambdues parts d' "Estratagema" es van publicar en VHS en una sola cinta (número de catàleg VHR 4109). "Estratagema, Part I" també es va publicar en VHS juntament amb "Interface" en un casset (número de catàleg VHR 2857). "Estratagema, Part 2" es va publicar en VHS juntament amb "Phantasms" en una cinta de casset (número de catàleg VHR 2858).
"Estratagema" es va publicar com a part de la temporada TNG 7 col·leccions en format DVD i Blu-Ray. La temporada 7 de TNG, que conté aquest episodi, es va publicar en disc Blu-ray al gener 2015.